# 天地無用

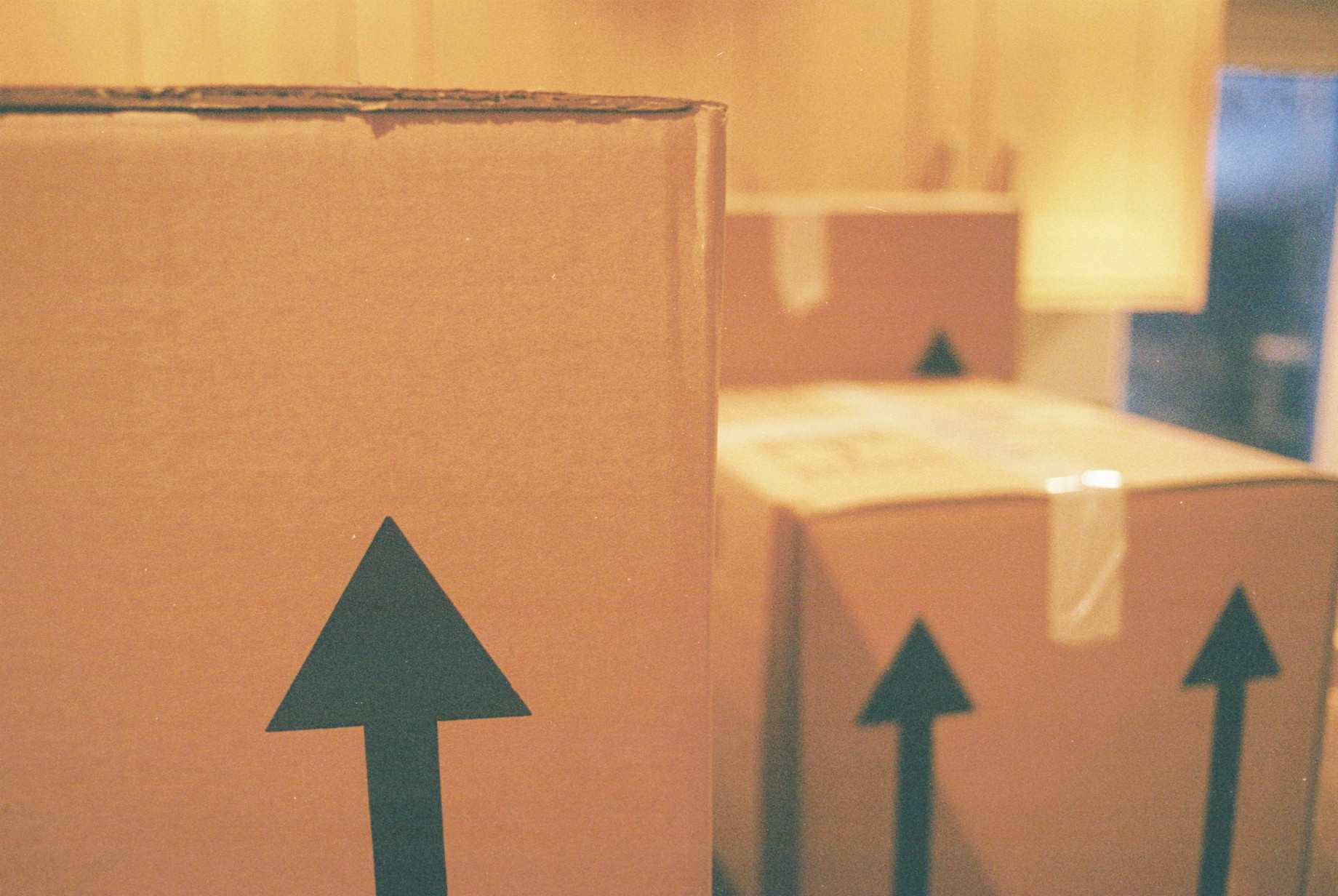
天地無用を表す矢印が描かれた段ボール箱

天地無用（てんちむよう）とは、運送用語で、わずかな傾きや衝撃で損壊する恐れのあるデリケートな対象物（電子機器、美術品、家具、液体の入った容器など）が入っているため、倒立状態（上下逆さま）ないし、横倒しまたは傾けた状態で輸送してはいけないことを指す。

## 概要
「天地」とは荷物の上面と底面のことであり、輸送にあたって上下を逆転させてはいけないことを示すための言葉として用いられる。言葉の成り立ちとしては、「天地」に「天地を入れ替える」という意味があり、それが「無用（してはならない）」であるとする説明がある一方、「天地入替無用」「天地顛倒無用」の「入替」などの語が省略されたと説明される場合もある。
平成25年度（2013年）の「国語に関する世論調査」によると、半数以上が正しく意味を理解できたものの、3割弱が本来の意味とは反対の「上下を気にしないでよい」と答え、1割弱が「分からない」と回答していた。「天地無用」の四字は、そのまま読めば「天地が無用」、つまり「逆さまにしても構わない」という意味に誤解するおそれがある。そのため、近年では公的機関においては「天地無用」の文言を抑制し、よりわかりやすい表現に改める動きが見られる。
かつては郵便局で「天地無用」と記載された赤地に白字のシールを取り扱っていたが、現在は廃止されており、「この面を上に 逆さま厳禁 ↑↑ ゆうパック JP 日本郵便」と記載されたシールを採用している。英語表記では「This Side Up」（この面を上に）。西濃運輸では上記のものを配達する際にこの「天地無用」のシールを貼っている。また、ヤマト運輸では「この面を上に 天地無用 ↑↑ ヤマト運輸」と記載されたシールを採用するなど、よりわかりやすい表現に改められている。
上面にすべき面の縁に、二重矢印「↑↑」のピクトグラムで表記されることもある。正式には、JISで「上方向」という名称が定められている。
郵便局では「天地無用」の記述を使用したシールの取り扱いは廃止しているが、「天地無用」の用語を使用すること自体は禁止されていない。現在は100円ショップなどで「天地無用」シールを販売している場合があり、発送依頼者が独自に購入したシールを使用したり、送り状に直接「天地無用」と記載することも可能である。